# Evelina Duljan
Evelina Pirjo Jovanka Duljan, född 12 maj 2003 i Kristianstad, är en svensk fotbollsspelare som spelar för Houston Dash.

## Klubbkarriär
Duljans moderklubb är Näsby IF. Hon debuterade på seniornivå i Damallsvenskan 2017 för Kristianstads DFF. Då hon bara var 14 år och 13 dagar gammal och därmed blev hon en av de yngsta spelarna genom tiderna i Damallsvenskan.
Säsongen 2021 blev hon utlånad till Växjö DFF mellan mars och juni, enligt klubben för att få mer speltid.
Den 23 mars 2022  meddelade Kristianstads DFF att kontraktet hade förlängts över säsongen 2023. Den 12 augusti samma år meddelade KDFF dock att Duljan lämnar klubben för spel i Juventus. Den 14 juni 2023 meddelades att Juventus och Evelina Duljan har kommit överens om att bryta kontraktet i förtid. Den 4 januari 2024 offentliggjordes att Duljan har skrivit ett kontrakt med Orlando Pride som löper under 2024. Den 10 februari 2025 meddelade Houston Dash att de har skrivit ett ettårskontrakt med Duljan.

## Landslagskarriär
Duljan har gjort 24 matcher för Sveriges F16- och F17-landslag.
Under 2022 har hon deltagit i EM-kval 2 och EM-slutspelet för damernas U19-landslag. Hon spelade där som vänsterback med tröjnummer 15. Hon spelade de två inledande gruppmatcherna mot Tyskland och England, där Sverige vann och därmed kvalificerade sig för semifinal, samt semifinalen mot Spanien, där hon dock blev utvisad efter två gula kort.